# Verkiezingen voor het Europees Parlement 2004/Kandidatenlijst/CDA
Hieronder volgt de kandidatenlijst voor de Europese Parlementsverkiezingen 2004 van CDA - Europese Volkspartij.

## De lijst
1. Camiel Eurlings
2. Maria Martens
3. Albert Jan Maat
4. Corien Wortmann-Kool
5. Bert Doorn
6. Lambert van Nistelrooij
7. Joop Post
8. Ria Oomen-Ruijten
9. Bartho Pronk
10. Esther de Lange
11. Osman Elmaci
12. Cornelis Visser
13. Bert de Wilde
14. Hanneke Boerma
15. Rutger Jan Hebben
16. Frans Veringa
17. Eiko Smid
18. Jan van Laarhoven
19. Marlijn Winkelman
20. Roy Ho Ten Soeng
21. Hillie van de Streek
22. Gerrit Goedhart
23. Jan Smeele
24. Wim Eilering
25. Peter Boon
26. Fokke Hoekstra
27. Lenny Geluk-Poortvliet
28. Lionel Martijn
29. Henk Klaver
30. Daniëlle van Lith-Woestenberg